# 資料經濟
資料經濟（data economics）又稱數據經濟，是指優先取得大量資料（數據）並加以分析的人，會在經濟上取得優勢的概念。
資料經濟和資訊經濟不同，資訊經濟強調的是資料整合後形成的資訊，而資料經濟也著重整合前的原始資料，相同的原始資料若依不同的方式分析，有可能產生不同的資訊。